# Домбровиці-Старі
Домбровиці-Старі (пол. Dąbrowice Stare) — село в Польщі, у гміні Костелець Кольського повіту Великопольського воєводства.
Населення — 356 осіб (2011).

## Демографія
Демографічна структура станом на 31 березня 2011 року:
|          | Загалом | Допрацездатний вік | Працездатний вік | Постпрацездатний вік |
| -------- | ------- | ------------------ | ---------------- | -------------------- |
| Чоловіки | 177     | 43                 | 119              | 15                   |
| Жінки    | 179     | 36                 | 101              | 42                   |
| Разом    | 356     | 79                 | 220              | 57                   |